# PGC 200050
LEDA/PGC 200050 ist eine Galaxie im Sternbild Phönix am Südsternhimmel, die schätzungsweise 234 Millionen Lichtjahre von der Milchstraße entfernt ist. Vermutlich bildet sie gemeinsam mit NGC 862 ein gravitativ gebundenes Galaxienpaar.